# 三出假瘤蕨
三出假瘤蕨（学名：Phymatopteris trisecta）是水龙骨科假瘤蕨属的植物。分布于缅甸、泰国以及中国大陆的云南、四川等地，生长于海拔1,600米至2,400米的地区，多生在林下，目前尚未由人工引种栽培。